# Acupalpus alternans
Acupalpus alternans är en skalbaggsart som beskrevs av Leconte 1861. Acupalpus alternans ingår i släktet Acupalpus och familjen jordlöpare. Inga underarter finns listade i Catalogue of Life.